# یواس‌اس لارنس (۱۸۴۳)
یواس‌اس لارنس (۱۸۴۳) (به انگلیسی: USS Lawrence (1843)) یک کشتی است که طول آن ۱۰۹ فوت ۹ اینچ (۳۳٫۴۵ متر) می‌باشد. این کشتی در سال ۱۸۴۳ ساخته شد.